# Tiko Air
Tiko Air es una aerolínea con base en Antananarivo, Madagascar. Efectúa vuelos chárter dentro de Madagascar.

## Historia
La aerolínea fue fundada en 2000 por Tiko Holding Company (propiedad del expresidente de Malagasy, Marc Ravalomanana) y Air Madagascar.

## Flota
En diciembre de 2010 la flota de Tiko Air incluye:
- 1 ATR 42-320 - registro 5R-TIK

El ATR42-320 porta el nuevo diseño del diseñador alemán Joerg Zeitschel.

### Flota retirada
En noviembre de 2010, Tiko Air había operado los siguientes aparatos:
- 1 Casa CN-235-10- registro 5R-MKM hasta junio de 2006